# Билардо, Карлос
Ка́рлос Сальвадо́р Била́рдо (исп. Carlos Salvador Bilardo; род. 16 марта 1939, Буэнос-Айрес, Аргентина) — аргентинский футболист и футбольный тренер.

## Биография
Родившись в Буэнос-Айресе в семье сицилийских иммигрантов, в детстве Карлос вынужден был совмещать футбол с учёбой и работой. В дни школьных каникул ему приходилось вставать ещё до рассвета, чтобы отвезти продукты на рынок Буэнос-Айреса. Даже выступая в юношеских командах Сан-Лоренсо, Карлос не оставлял надежды стать врачом.
Билардо был вызван в юношескую сборную Аргентины, с которой в 1959 году выиграл Панамериканские игры. Также он принимал участие в Олимпийских играх 1960 года в Риме.

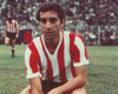
В «Эстудиантесе»

В 1961 году Билардо перешёл в клуб второго дивизиона «Депортиво Эспаньол», где стал лучшим бомбардиром, но позднее перешёл на позицию полузащитника оборонительного плана. В 1965 году Карлос Билардо ушёл в «Эстудиантес», где выполнял роль опытного центрального полузащитника в молодой команде и проводником идей тренера Освальдо Субельдии на поле. За четыре года вместе с командой он выиграл три Кубка Либертадорес и Межконтинентальный кубок.
После окончания медицинской школы при Университете Буэнос-Айреса Билардо завершил игровую карьеру и стал тренером «Эстудиантеса». Помимо тренерской работы, он проводил время со своей женой и дочерью, помогал отцу в мебельном бизнесе, и даже находил часы для изучения рака толстой кишки и врачебной практики в качестве гинеколога. Однако, в 1976 году Билардо перестал заниматься медициной, решив, что исследования и практика требуют полной занятости, которую он обеспечить не мог.
После непродолжительной работы в колумбийском «Депортиво Кали» и аргентинском «Сан-Лоренсо», Билардо возглавил сборную Колумбии, но после непопадания в финальную часть Чемпионата мира 1982, был уволен и вернулся в «Эстудиантес». Победу в Метрополитано 1982 года (как и победу с Аргентиной в 1986) Билардо посвятил своему учителю по тренерскому мастерству Освальдо Субельдии, который умер в начале того года.
Успешная работа в клубе из Ла-Платы, привлекла внимание аргентинской футбольной ассоциации, и в 1983 году Билардо был назначен главным тренером сборной Аргентины.
Первый крупный турнир для руководимой им сборной, Кубок Америки-1983, аргентинцы провалили, дважды обыграв бразильцев, но не выйдя из группы.
На Чемпионате мира 1986 года в Мексике Билардо построил команду вокруг молодого Диего Марадоны и, во многом благодаря выдающейся игре этого футболиста, добился второго в истории сборной мирового чемпионского титула. Позже тренер написал об этом триумфе книгу «Как мы победили». По мнению Диего, в том, что Аргентина выиграла титул нет заслуги Карлоса:

Перед началом чемпионата мира 1986 года состояние команды было катастрофическим. Мы проигрывали товарищеские матчи не самым сильным клубам. Билардо давал установки, которых никто не понимал. После его установок приходилось кому-то ещё переводить нам его слова. Спросите у Вальдано, если не верите. Он выходил на поле и не знал, что должен делать. То же самое касается и Буруччаги. Так что заслуги Билардо в том, что альбиселесте завоевали титул чемпионов мира, нет. Всё делали игроки, а я сам играл так, как считал нужным.

Карлос Билардо повёз команду и на следующий Чемпионат мира в Италию, где «альбиселеста», дойдя до финала, в упорном и драматичном матче уступила сборной команде ФРГ, взявшей реванш за поражение на предыдущем мировом первенстве.
После мундиаля Билардо оставил свой пост, занявшись преподаванием и журналистикой. В 1992 году он вернулся к тренерской работе, возглавив испанскую «Севилью», где тогда играл Диего Марадона, а через три года Билардо вновь воссоединился с Диего в «Бока Хуниорс».
В 1999 году Билардо стал главным тренером сборной Ливии, но проработал там меньше года, так как сборная не сумела преодолеть отборочный барьер Кубка Африки-2000.
В 2003 году триумфатор мирового первенства 1986 года вновь вернулся к тренерской работе, на этот раз в ставший для него родным «Эстудиантес». Не добившись больших результатов, Карлос Билардо заложил основу для команды, ставшей через три года чемпионом страны под руководством Диего Симеоне.
На Чемпионат мира 2006 года Билардо поехал в качестве телекомментатора. По окончании чемпионата после отставки Хосе Пекермана его фамилия фигурировала в списке кандидатов на пост главного тренера национальной сборной, но аргентинская футбольная ассоциация назначила тренером Альфио Базиле, который двенадцатью годами ранее сменил Билардо на этом посту.
В 2007 году Билардо был назначен министром спорта провинции Буэнос-Айрес.
28 октября 2008 года Карлос Билардо был назначен генеральным менеджером сборной Аргентины в помощь новому главному тренеру — Диего Марадоне.
В 2017 году у Карлоса Билардо был диагностирован синдром Хакима — Адамса (нормотензивная гидроцефалия) — заболевание, среди симптомов которого выделяются нарушение походки и деменция. В связи с этим его родные решили отгородить Карлоса от любых новостей, отключив ему дома все новостные каналы.

## Достижения
Как игрок
- Чемпион Аргентины (2): 1959, 1967 (Метрополитано)
- Обладатель Кубка Либертадорес (3): 1968, 1969, 1970
- Обладатель Межконтинентального кубка (1): 1968
- Обладатель Межамериканского кубка (1): 1969
- Чемпион Панамериканских игр (1): 1959

Как тренер
- Чемпион Аргентины (1): 1982 (Метрополитано)
- Чемпион мира (1): 1986

Личные
- Лучший тренер в истории футбола по версии World Soccer — 29 место: 2019[5][6],